# Бакич, Огнен
О́гнен Ба́кич (серб. Ognjen Bakić; род. 6 января 2003, Котор) — черногорский футболист, опорный полузащитник клуба «Шибеник».

## Клубная карьера
Бакич — воспитанник клубов «Грбаль» и люблянского «Олимпия». 28 апреля 2021 года в поединке Кубка Словении против «Нафты» Огнен дебютировал за основной состав последних. 16 мая в матче против «Целе» он дебютировал в чемпионате Словении. В 2022 году Бакич перешёл в хорватский «Осиек». 31 июля в матче против «Славен Белупо» он дебютировал в чемпионате Хорватии. В 2023 году игрок подписал контракт с турецким клубом «Трабзонспор».
Летом 2024 года Бакич перешёл в «Шибеник». 4 августа в матче против «Осиека» он дебютировал за новую команду.